# Antriade roussâtre
Schiffornis major
Espèce
Répartition géographique
Statut de conservation UICN

 LC  : Préoccupation mineure
L'Antriade roussâtre (Schiffornis major) est une espèce de passereaux de la famille des Tityridae.

## Liste des sous-espèces
Selon la classification de référence du Congrès ornithologique international (15.1, 2025) :
- Schiffornis major duidae Zimmer, 1936 — cerro Duida et environs
- Schiffornis major major Des Murs, 1856 —